# Atagoal wa neko no mori
Atagoal wa neko no mori (アタゴオルは猫の森) est un long métrage d'animation japonais réalisé par Mizuho Nishikubo, d'après le manga de Hiroshi Masumura, sorti en 2006.

## Synopsis
Atagoal est un monde merveilleux, peuplé de chats, de chants et de bonne humeur. Le cours des choses s'obscurcit toutefois lorsque Hideyoshi, maton plutôt mastoc, brise le sceau qui maintenait enfermée Pirea, la Reine du mal. Les ennuis fleurissent dès lors pour notre héros...
Atagoal est un film d'animation de très bonne facture. Graphiquement éblouissant, musicalement tout à fait correct, il pêche uniquement par la légèreté de son scénario. Une faiblesse rapidement pardonnée : il s'agit après tout, d'un film pour enfant.

## Fiche technique
- Titre original : Atagoal wa neko no mori (アタゴオルは猫の森?)
- Titre anglais : Atagoal: Cat's Magical Forest
- Réalisation : Mizuho Nishikubo
- Scénario : d'après Hiroshi Masumura
- Musique :
- Production :
- Pays d'origine :  Japon
- Format :
- Genre : animation
- Durée : minutes
- Date de sortie : 2006

## Distribution (voix)
- Aya Hirayama : Princess Tsukimi
- Etsuko Kozakura : Hideko
- Mari Natsuki : Pirea
- Shirô Sano : Ryukoma
- Seiichi Tanabe : Gilbars
- Kei Tani : Amigen
- Hiroko Taniyama : Themari
- Asahi Uchida : Tempura
- Kôichi Yamadera : Hideyoshi